# Министерство обороны Албании
Министерство обороны Албании (алб. Ministria e Mbrojtjes) — орган исполнительной власти, часть правительства Албании, отвечающий за формирование и осуществление национальной безопасности, выполнение общих руководящих принципов Кабинета министров в отношении оборонной политики, а также являющимся штабом вооружённых сил Албании.
Министр обороны Албании является номинальным главой всех вооружённых сил, находящихся в введении у президента Албании, который является главнокомандующим вооружёнными силами Албании. Министр обороны осуществляет административную и оперативную власть над ними. Вооружённые силы Министерства обороны несут основную ответственность за обеспечение территориальной целостности государства.

## Структура
Министерство обороны включает в себя множество более мелких агентств, помимо основных родов войск. К ним относятся: Управление государственного экспортного контроля; Военная экспортно-импортная компания; Центр культуры, СМИ и оборонных изданий; Межведомственный центр морских операций и Агентство безопасности военной разведки. Эти агентства, центры и офисы подчиняются напрямую министру обороны.

## Подведомственные учреждения
- Академия вооружённых сил Албании
- Государственный орган экспортного контроля
- Центр культуры, СМИ и оборонных публикаций
- Межведомственный центр морских операций